# Сарашевское сельское поселение
Сарашевское сельское поселение — упразднённое муниципальное образование, входившее в состав Бардымского муниципального района Пермского края. Административный центр — село Сараши.
Образовано в ноябре 2004 года в результате реформы местного самоуправления. В ноябре 2019 года упразднено путём включения в состав Бардымского муниципального округа.

## Население
По данным переписи 2010 года численность населения составила 2548 человек, в том числе 1199 мужчин и 1349 женщин.
В 2005 году численность населения составляла 2897 человек.

## Населённые пункты
| Название  | Тип населённого пункта       | Население, 2010 год | Почтовый индекс | ОКАТО          |
| --------- | ---------------------------- | ------------------- | --------------- | -------------- |
| Сараши    | село, административный центр | 1446                | 618 163         | 57 204 840 001 |
| Танып     | село                         | 560                 | 618 163         | 57 204 840 004 |
| Султанай  | село                         | 411                 | 618 163         | 57 204 840 003 |
| Усть-Ашап | деревня                      | 99                  | 618 163         | 57 204 840 005 |
| Нарадка   | деревня                      | 22                  | 618 163         | 57 204 840 002 |
| Игатка    | деревня                      | 7                   | 618 163         | 57 204 840 007 |
| Усаклы    | деревня                      | 3                   | 618 163         | 57 204 840 006 |